# 松崎駅 (福岡県)
松崎駅（まつざきえき）は、福岡県小郡市松崎にある甘木鉄道甘木線の駅。

## 歴史
- 1939年（昭和14年）4月28日：国鉄甘木線の基山駅 - 甘木駅間の開通に伴い、筑後松崎駅（ちくごまつざきえき）として開業[1]。
- 1960年（昭和35年）4月25日：鉄道弘済会が駅業務を受託する業務委託駅となる[2][注 1]。
- 1972年（昭和47年）2月10日：荷物扱い廃止[3]。無人駅となる[4]。
- 1986年（昭和61年）4月1日：甘木鉄道に転換、松崎駅に改称[5]。国鉄時代に撤去していた交換設備を復活させて1面2線となる[5]。

## 駅構造
島式ホーム1面2線を有する地上駅。プレハブの簡易駅舎を備える。転換当初は有人駅であったが、1年ほどして無人駅となった。トイレ無し。

### のりば
| ホーム | 路線    | 方向 | 行先             | 備考 |
| ------ | ------- | ---- | ---------------- | ---- |
| 駅舎側 | ■甘木線 | 上り | 小郡・基山方面   |      |
| 反対側 | ■甘木線 | 下り | 太刀洗・甘木方面 |      |

※案内上ののりば番号は設定されていない。

## 利用状況
2008年度の1日平均乗車人員は431人である。
2019年度の1日平均乗車人員は330人である。
| 乗車人員推移 | 乗車人員推移 |
| 年度         | 1日平均人数  |
| ------------ | ------------ |
| 2008年       | 431          |
| 2009年       |              |
| 2010年       |              |
| 2011年       | 391          |
| 2012年       | 377          |
| 2013年       | 416          |
| 2014年       | 410          |
| 2015年       | 394          |
| 2016年       | 371          |
| 2017年       | 368          |
| 2018年       | 355          |
| 2019年       | 330          |

## 駅周辺
- 霊鷲寺
- 松崎郵便局
- 福岡県立三井高等学校
- 国道500号
- 大分自動車道

## 隣の駅
甘木鉄道
■甘木線
大板井駅 - 松崎駅 - 今隈駅